# Ponte Honoré Mercier
A ponte Honoré Mercier, em Quebec, Canadá, liga o município de LaSalle na Ilha de Montreal com a reserva Mohawk de Kahnawake sobre a costa sul do Rio São Lourenço. Rota 138, originalmente Rota 4. Tem 1361 km de comprimento e contém quatro barras de aço em sua primeira seção. A altura da ponte varia de 12,44 m para 33,38 m, com a mais alta seções localizadas ao longo do rio São Lourenço.

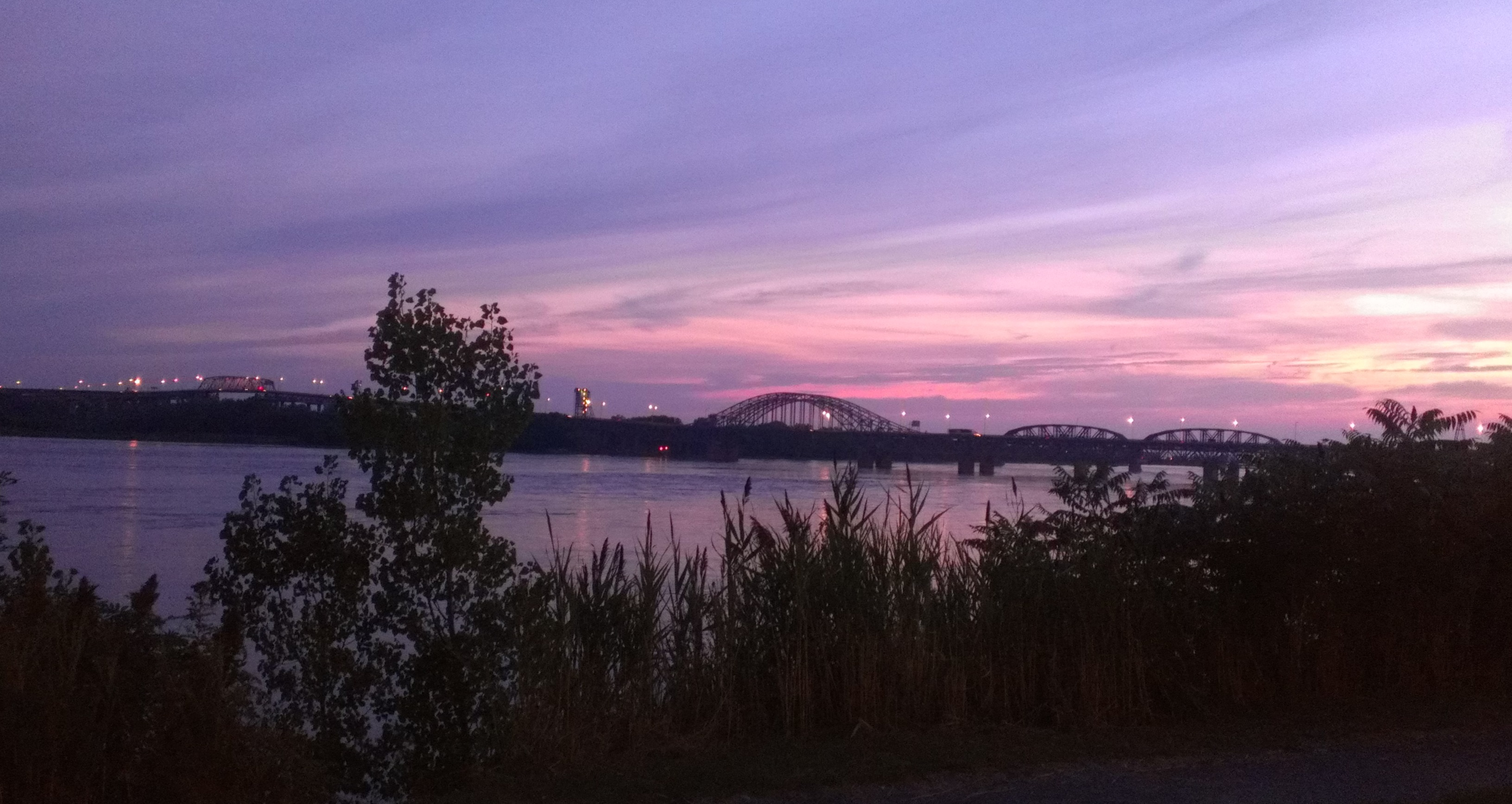
ponte Honore-Mercier ao pôr do sol

A ponte tem duas faixas de tráfego em cada sentido e um total de quase dois quilómetros. No seu ponto mais alto, a ponte sobe 36 metros acima do rio. Há uma estreita calçada do lado liberado a Châteauguay que pode ser atravessada a pé ou de bicicleta mas é extremamente arriscado.
Uma estimativa de 28 milhões de veículos utilizam a ponte todos os anos.